# L'Opprimée
 (janvier 2024).
Si vous disposez d'ouvrages ou d'articles de référence ou si vous connaissez des sites web de qualité traitant du thème abordé ici, merci de compléter l'article en donnant les références utiles à sa vérifiabilité et en les liant à la section « Notes et références ».
L'Opprimée est une mélodie d'Augusta Holmès composée en 1887.

## Composition
Augusta Holmès compose sa mélodie L'Opprimée en 1887. L'œuvre est pour voix non précisée et piano.